# Ban Bí thư Ban Chấp hành Trung ương Đảng Cộng sản Nga khóa XII (1923–1924)
Ban Bí thư Ban Chấp hành Trung ương Đảng Cộng sản Nga khóa XII (1923-1924) được bầu tại Hội nghị Trung ương lần thứ nhất của Ban chấp hành Trung ương Đảng Cộng sản Nga (Bolsheviks) khóa XII được tổ chức ngày 26/4/1923.

## Ủy viên chính thức
| Tên (sinh–mất)                 | Bắt đầu   | Kết thúc  | Thời gian      | Ghi chú                                              |
| ------------------------------ | --------- | --------- | -------------- | ---------------------------------------------------- |
| Andrei Andreyev (1895–1971)    | 3/2/1924  | 31/5/1924 | 118 ngày       | Bầu tại Hội nghị toàn thể lần thứ 7.                 |
| Vyacheslav Molotov (1890–1986) | 26/4/1923 | 31/5/1924 | 1 năm, 35 ngày | Bí thư thứ 2 Ban Bí thư.                             |
| Joseph Stalin (1878–1953)      | 26/4/1923 | 31/5/1924 | 1 năm, 35 ngày | Bầu Tổng Bí thư tại Hội nghị toàn thể lần thứ 1.     |
| Jānis Rudzutaks (1887–1936)    | 26/4/1923 | 2/2/1924  | 282 ngày       | Miễn chức vụ theo chỉ thị của Bộ Chính trị khóa XII. |

## Ủy viên dự khuyết
| Tên (sinh–mất)               | Bắt đầu   | Kết thúc  | Thời gian | Ghi chú                                          |
| ---------------------------- | --------- | --------- | --------- | ------------------------------------------------ |
| Vasily Mikhailov (1894–1937) | 14/6/1923 | 31/5/1924 | 354 ngày  | Được bầu theo chỉ thị của Bộ Chính trị khóa XII. |
| Isaak Zelensky (1887–1938)   | 14/6/1923 | 31/5/1924 | 354 ngày  | Được bầu theo chỉ thị của Bộ Chính trị khóa XII. |